# 滝沢望
滝沢 望（たきざわ のぞみ、6月12日 - ）は、日本の女性歌手。
鹿児島県出身。血液型はA型。通称のんちゃん。

## 来歴
鹿児島県生まれ、高校まで鹿児島県で過ごす。東京を中心に、ジャズボーカリストとして活動開始。
2016年新潟ジャズコンペティションヴォーカル部門ファイナリスト。フィットネスDDD workout シリーズにて、様々なジャンルの歌唱や英詞制作を担当。

## 系譜
- 2018年6月、ギタリスト中井勉プロデュースにより、滝沢が持つ独創性とニューヨークのトップジャズマンとのボーダレスな作品、1st Album 『Nozomi』を発売[1]。
- 2019年、バークリー音楽大学5Week Summer Program を受講。本場ニューヨーク・ジャズを学ぶため、Carla Cookに師事。11月、自身オリジナル曲『B/ENJOY』をMV映像、配信にてリリース。
- 2020年
  - 5月、『B/ENJOY』が朝日放送テレビ『やすとものいたって真剣です』のエンディングテーマとなる。
  - 10月、ロニー・プラキシコとのニューヨーク録音を含む 2nd Album『Aspire』発売。
- 2023年9月24日、スガシカオの鹿児島ライブにオープニングアクトで出演。

## ディスコグラフィ
アルバム
1. Nozomi (Nozomi Takizawa名義)（2018年）
2. Aspire（2019年）

## タイアップ一覧
| 曲名    | タイアップ                                                    |
| ------- | ------------------------------------------------------------- |
| B/ENJOY | やすとものいたって真剣です2020年5月度エンディングテーマソング |

## 関連人物
- 中井勉 - プロデューサー、編曲
- Sullivan Fortner - レコーディングメンバー(Pf.)
- ロニー・プラキシコ - レコーディングメンバー(Cb.)
- 松兼功 - 共同作詞者